# Mi Chico Latino
Mi Chico Latino è il secondo singolo estratto dal primo album di Geri Halliwell, Schizophonic. È stato pubblicato il 16 agosto 1999 per l'etichetta discografica EMI.
Il brano è una ballata il cui argomento è incentrato sulla ricerca del Chico latino, ovvero ragazzo latino in spagnolo. Una particolarità della canzone risiede nel testo; è infatti un mix tra l'inglese, l'italiano e lo spagnolo.

## Descrizione
Pubblicato il 16 agosto 1999, ha raggiunto la posizione numero uno della classifica britannica, il primo di una serie di singoli composta da quattro prime posizioni consecutive per la cantante nella classifica britannica.
Oltre alla a-side che dà il nome al singolo, sono presenti anche due b-side, G.A.Y. e Summertime, che tuttavia non fanno la loro comparsa in tutte le versioni pubblicate.

## Video musicale
Il video musicale è stato girato da Doug Nichol nel luglio del 1999 sull'isola di Mortorio, nell'Arcipelago di La Maddalena. Le coreografie sono di Luca Tommassini che compare anche nel video.

## Tracce e formati
UK CD1/European CD Maxi

(Pubblicato il 16 agosto 1999)
1. "Mi Chico Latino" - 3:16
2. "G.A.Y." - 3:22
3. "Summertime" - 3:35
4. "Mi Chico Latino" Enhanced Video

UK CD2

(Pubblicato il 16 agosto 1999)
1. "Mi Chico Latino" - 3:16
2. "Mi Chico Latino" [Junior Vasquez Main Pass Edit] - 6:00
3. "Mi Chico Latino" [Charlie Rapino 12" Version] - 5:14
4. "Mi Chico Latino" [Claudio Coccoluto The Coco Club Mix] - 5:22

European 2-Track CD Single

(Pubblicato il 16 agosto 1999)
1. "Mi Chico Latino" - 3:16
2. "G.A.Y." - 3:22
3. "Mi Chico Latino" Enhanced Video

European 2-Track CD Single

(Pubblicato il 16 agosto 1999)
1. "Mi Chico Latino" - 3:16
2. "G.A.Y." - 3:22
3. "Mi Chico Latino" Enhanced Video

Australian CD Maxi

(Pubblicato il 23 agosto 1999)
1. "Mi Chico Latino" - 3:16
2. "G.A.Y." - 3:22
3. "Summertime" - 3:35

French CD Single

(Pubblicato 16 agosto 1999)
1. "Mi Chico Latino" [JB Saudray Mix] - 3:28
2. "Mi Chico Latino" - 3:16
3. "Summertime" - 3:35

Italian 12"

(Pubblicato il 16 agosto 1999)
Side A
1. "Mi Chico Latino" - 3:16
2. "Mi Chico Latino" [The Coco Club - Claudio Coccoluto] - 5:22

Side B
1. "Mi Chico Latino" [The DubDuo Dub - Claudio Coccoluto] - 7:24

## Versioni ufficiali e remix
1. Mi Chico Latino (Album Version) - 3:16
2. Mi Chico Latino (Charlie Rapino 7" Version)* - 3:20
3. Mi Chico Latino (Charlie Rapino 12" Version) - 5:14
4. Mi Chico Latino (Claudio Coccoluto The Coco Club Mix) - 5:22
5. Mi Chico Latino (Claudio Coccoluto The DubDuo Dub) - 7:24
6. Mi Chico Latino (JB Saudray Mix) / (Remix Spécial Radio) - 3:28
7. Mi Chico Latino (Johnson's Disco Mix)* - 6:30
8. Mi Chico Latino (Joachim G Mix)* - 3:19
9. Mi Chico Latino (Junior Vasquez Main Pass)* - 9:11
10. Mi Chico Latino (Junior Vasquez Main Pass Edit) - 6:00
11. Mi Chico Latino (Junior Vasquez Main Pass Radio Edit)* - 4:00
12. Mi Chico Latino (Junior Vasquez Tribal Beats)* - 9:06

* solo nei singoli promozionali

## Classifiche
| Paese             | Posizione massima |
| ----------------- | ----------------- |
| Regno Unito       | 1                 |
| Italia            | 4                 |
| Finlandia         | 6                 |
| Repubblica Ceca   | 16                |
| Belgio (Vallonia) | 25                |
| Svizzera          | 26                |
| Austria           | 27                |
| Paesi Bassi       | 27                |
| Svezia            | 29                |
| Francia           | 40                |
| Australia         | 43                |

| Classifica di fine anno (1999) | Posizione |
| ------------------------------ | --------- |
| Classifica italiana            | 43        |